# Terreno (geología)

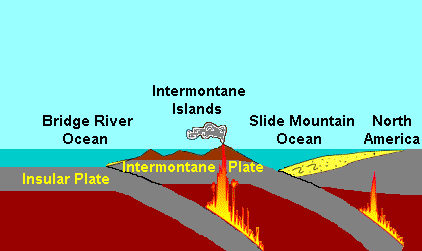
El arco de islas Intermontane hace 245 millones de años, antes de incorporarse como terreno alóctono a la actual placa norteamericana.

En geología, un terreno, terrano o litosferoclasto, es  un fragmento de litosfera limitado por fallas y cuya historia geológica y génesis es diferente e independiente de los conjuntos geológicos adyacentes o sobre los cuales se ubica. Se forma por un proceso tectónico, cuando un pedazo de placa litosférica, de naturaleza continental u oceánica, se aleja de su lugar de génesis y se une luego a otro conjunto geológico. Así, un terreno es un conjunto geológico alóctono y el proceso de unión se denomina acreción.

## Historia del concepto de terreno
Los conceptos fundamentales de la tectónica de placas fueron aceptados por prácticamente todos los geólogos del mundo en los años 70 y desde entonces se ha buscado comprender las grandes estructuras geológicas del planeta en función de procesos tales como los de expansión en dorsales y rifts, colisión de placas, subducción, obducción entre otros.
Sin embargo, en varias cadenas de montañas, quedaban sin explicar algunos fenómenos observados en el campo y los cuales no podían ser comprendidos a partir de simples modelos de tectónica de placas. Como ejemplos, investigadores como Berg (1980), Coney y otros (1980), Abraham y otros (1981), Monger y otros (1985), Howell (1989) que estudiaban la región occidental de Norteamérica, encontraron, metidos entre las grandes placas, pequeños bloques que tenían una historia geológica bastante diferente a las de los bloques vecinos y aún más a la de la placa norteamericana. Dieron a estos bloques que son pedazos de placas el nombre de terranes traducido al español por el término terrenos. Se habla desde entonces de tectónica de terrenos, de acreción de terrenos, de collage de terrenos suponiendo que estos bloques se habían generados en una posición alóctona en relación con la placa y a los terrenos que están actualmente en sus alrededores.
Así, la tectónica de terrenos no es una teoría distinta a la tectónica de placas sino que es un nuevo elemento de esta misma teoría, elemento que permite precisar y explicar regionalmente ciertos aspectos particulares de la tectónica de placas, más que todo en regiones del mundo situadas en las márgenes de las grandes placas de litosfera.

## Nueva terminología para la tectónica de terrenos
El concepto de terreno obligó el desarrollo de una nueva terminología para permitir expresar claramente y sin ambigüedad, los diversos fenómenos específicos de esta tectónica:
- Una frontera es una falla que limita un terreno no solamente en superficie sino también en todas sus dimensiones. El término frontera se utiliza cualquier sea la geometría, el desplazamiento o el tipo de las fallas que limitan el terreno.
- Una sutura es un sistema de fallas que limita un terreno y que es marcado frecuentemente por rocas ultrabásicas y/o rocas metamórficas de media a alta presión y que son típicas de las zonas de colisión.
- El fenómeno por el cual un terreno, generado en posición alóctona, se pega a una placa por medio de una colisión o por medio de una falla de rumbo se llama acreción la cual tiene una edad bastante precisa. Después de su acreción a una placa el terreno pierde su identidad ya que desde esta época la placa y el terreno acrecionado tendrán una historia geológica común que corresponde a la historia de un supraterreno.
- Una amalgamación se produce cuando se unen dos terrenos distintos sin que se haya todavía producido la unión con una placa vecina. El conjunto formado se llamará entonces terreno compuesto que tendrá una historia geológica específica y diferente de la placa a la cual se acrecionará posteriormente.

Los rifts y las grandes fallas de rumbo pueden romper y separar pedazos de placas, terrenos y terrenos compuestos: este fenómeno se llama dispersión. Al final de una larga sucesión de eventos tectónicos de acreción y de dispersión entre placas y terrenos, una región puede constituir un verdadero rompecabezas de unidades geológicas con una mezcla de terrenos antiguos, de terrenos recién acrecionados, de terrenos compuestos... el resultado final es llamado collage.

## Reconocimiento de los terrenos
Un terreno tiene una dimensión regional y para reconocerlo en el campo se debe demostrar que el conjunto geológico de este supuesto terreno tiene una historia geológica distinta de las historias geológicas de las regiones, bloques o placas vecinas sin que estas diferencias se puedan explicar por simples cambios laterales de facies o de una estructura geológica mayor. También se deben reconocer las fallas que limitan este bloque.
Para lograr eso se compara la litología y la estratigrafía del supuesto terreno con las de las zonas vecinas (por ejemplo turbiditas de un lado del límite y sedimentos continentales del otro lado, siendo ambos contemporáneos), se busca mostrar que las asociaciones faunísticas del supuesto terreno son incompatibles en cuanto a ambiente, facies o paleoecosistema (por ejemplo una fauna tropical cálida al lado de una fauna de clima frío, siendo ambas contemporáneas). También se compara los eventos magmáticos y metamórficos de ambos lados de los límites los cuales deberían tener ambientes geodinámicos de formación muy diferentes e incompatibles con la situación de cercanía actual. El estilo de las deformaciones tectónicas contemporáneas de ambos lados de los límites sirve también de criterio (por ejemplo una esquistosidad de edad cretácica de un lado y estructuras distensivas de la misma edad del otro).
El paleomagnetismo es uno de los métodos geofísicos utilizado para diferenciar terrenos, ya que permite reconocer las paleolatitudes de un terreno específico y compararlas con las paleolatitudes de la placa a la cual se agregó. Este método permite también reconocer la magnitud y velocidad de los desplazamientos relativos entre terrenos y placas.

## Consecuencias prácticas de la tectónica de terrenos.
El hecho de que un terreno sea alóctono y tenga una historia geológica diferente de la de la placa a la cual se acrecionó, implica que tiene un rango de edad bien preciso siendo su edad más antigua la del fenómeno geológico más antiguo que lo afectó y su edad más joven la del fenómeno geológico que lo afectó justo antes de su acreción. Por lo anterior, se deduce que se necesitará dos datos geocronológicos distintos para caracterizarlo: el rango de edad de su historia geológica propia y la edad de su acreción.
Así, sobre un mapa geológico una frontera se representará por su traza en superficie acompañada de un símbolo (cuadrado, círculo...) que representará el tipo de falla con, adentro, el símbolo de la edad de acreción (por ejemplo un pequeño círculo con una M adentro indica que la frontera es una sutura de edad miocena).La tectónica de terreno implica que se debe tener bastante precaución en el uso de los principios fundamentales de la geología, como son el principio de superposición y el principio de continuidad, para suponer correlaciones a distancia. Así, si bien estos principios son totalmente válidos dentro de una misma placa o de un mismo terreno, no se pueden aplicar para correlacionar fenómenos de ambos lados de una frontera. En efecto, es perfectamente factible la presencia de un complejo metamórfico de edad mioceno al lado de una sedimentación devónica si, aunque las dos zonas afectadas se encuentren cercanas la una de la otra, están separadas por una frontera que no necesariamente se ha podido reconocer en el campo.
También se debe hacer especial cuidado en la elaboración de mapas paleogeográficos que, para una época dada, no deberán mostrar terrenos que no estaban allí entonces.

## Desplazamiento de los terrenos
Las placas tectónicas se mueven por diversos factores como son la actuación de corrientes de convección, el aumento de peso de las placas a alejarse de las dorsales, el fenómeno de tracción en la zona de subducción debido a una transformación físico-química de la peridotita en eclogita, a unos 220 km de profundidad. Las placas se desplazan porque reposan sobre la parte superior de la astenosfera llamada zona de baja velocidad, zona que sirve de lubricante debido a que ha sufrido una fusión parcial (1%) producida por el aumento de la temperatura con la profundidad, temperatura que alcanza allí unos 1300 °C.
Como los terrenos no tienen un espesor suficiente para reposar sobre la zona de baja velocidad (si no se llamarían microplacas) se supone entonces, como hipótesis, que los terrenos, pasivos, se desplazan y chocan porque son empujados por las placas vecinas.
Es de anotar que se ha demostrado que algunos terrenos, que hoy forman parte de alguna placa, han migrado varios miles de kilómetros desde sus lugares de origen hasta sus actuales ubicaciones (por ejemplo el terreno Wrangellia en Alaska).

## Lista de terranos

### África
- Kahiltna
- Likasi

### Asia
- Bainang
- Indochina
- Shan-Tai
- Lhasa
- Qiangtang
- Xigaze
- Zedong
- Shan

### Europa
| Nombre   | Países      | Notas |
| -------- | ----------- | ----- |
| Armorica | Francia     |       |
| Avalonia | Reino Unido |       |
| Hébrido  | Reino Unido |       |

### Norteamérica
- Carolina
- Smartville
- Sonomia
- Stikinia

### Suramérica
| Nombre                | Países                          | Notas |
| --------------------- | ------------------------------- | --- |
| Arequipa-Antofalla    | Argentina, Bolivia, Chile, Perú | Este terrano o cratón se ubica bajo el Altiplano de los Andes centrales y lleva el nombre de dos poblados que se ubican en sus extremos: Arequipa y Antofalla                                              |
| Chilenia              | Argentina, Chile                | |
| Cuyania/Precordillera | Argentina, Chile                | |
| Diego Ramírez         | Chile                           | Forma posiblemente un solo terrano con Madre de Dios. Su única afloración son las islas Diego Ramírez |
| Madre de Dios         | Chile                           | Lleva el nombre de la isla Madre de Dios y abarca esta isla e islas adyacentes. |
| Mejillonia            | Chile                           | La Mejillonia es un posible terrano que se ubicaría en la costa de Chile en el área de la península de Mejillones, también esta la posibilidad de que forme un solo terrano junto a Arequipa-Antofalla.    |
| Pampia                | Argentina, Chile                | |
| Patagonia             | Argentina, Chile                | Tal como su nombre lo indica este terrano abarca el extremo sur de Suramérica excluyendo el área de Madre de Dios y las islas Diego Ramírez. Este terrano colisiono con Suramérica durante el Carbonífero. |